# Élections constituantes de 1946 dans l'Yonne
Les élections constituantes françaises de 1946 se tiennent le 2 juin. Ce sont les deuxièmes élections constituantes, après le rejet du projet de Constitution française du 19 avril 1946 lors du référendum du 5 mai.

## Mode de scrutin
L'assemblée constituante est composée de 586 sièges pourvus au scrutin proportionnel plurinominal suivant la règle de la plus forte moyenne dans chaque département, sans panachage ni vote préférentiel.
Dans le département de l'Yonne, quatre députés sont à élire.

## Élus
| Député sortant   | Parti | Parti | Député élu ou réélu | Parti | Parti |
| ---------------- | ----- | ----- | ------------------- | ----- | ----- |
| Prosper Môquet   |       | PCF   | Prosper Môquet      |       | PCF   |
| Gérard Vée       |       | SFIO  | Gérard Vée          |       | SFIO  |
| Jean Moreau      |       | PRL   | Jean Moreau         |       | PRL   |
| Georges Schiever |       | PRL   | Georges Schiever    |       | PRL   |

## Résultats

### Résultats à l'échelle du département
| Parti    | Parti                                          | Tête de liste  | Résultats | Résultats | Sièges |  |
| Parti    | Parti                                          | Tête de liste  | Voix      | %         |        |  |
| -------- | ---------------------------------------------- | -------------- | --------- | --------- | ------ |  |
|          | Parti républicain de la liberté                | Jean Moreau    | 46 653    | 34,14     | 2      |  |
|          | Parti communiste français                      | Prosper Môquet | 35 422    | 25,92     | 1      |  |
|          | Section française de l'Internationale ouvrière | Gérard Vée     | 25 701    | 18,81     | 1      |  |
|          | Mouvement républicain populaire                | Louis Protat   | 17 442    | 12,76     | -      |  |
|          | Rassemblement des gauches républicaines        | André Jaïs     | 11 430    | 8,37      | -      |  |
|          |                                                |                |           |           |        |  |
| Inscrits | Inscrits                                       | Inscrits       | 169 871   | 100,00    | 4      |  |
| Votants  | Votants                                        | Votants        | 138 796   | 81,71     |        |  |
| Exprimés | Exprimés                                       | Exprimés       | 136 648   | 98,45     |        |  |